# Isidro Fernández Rozada
Isidro Fernández Rozada (La Cerezal, Santa Bárbara, 23 de diciembre de 1943) es un político español que fue secretario general y presidente de Alianza Popular y del Partido Popular entre 1982 y1999; portavoz de los populares en la Junta General del Principado de 1983 a 1995; senador por Asturias de 1983 a 1999; diputado nacional de 2000 a 2012, y senador de 2012 a 2016. Ahora es el presidente del Instituto del Conocimiento para el Avance de Asturias, que ha fundado.
Está casado desde 1980 con Carmen Álvarez y tiene dos hijos: Isidro y Javier. Fue profesor de formación del espíritu nacional en educación secundaria. 
Resultó polémica su decisión cuando era senador de acatar la disciplina de partido en la votación en contra de las enmiendas a los Presupuestos Generales del Estado del ejercicio 2012 propuestas por el PSOE y el Grupo Mixto, donde se proponía suavizar los recortes que sufrirían las ayudas públicas a la minería.